# Alessio Tacchinardi
Alessio Tacchinardi (Crema, 1975. július 23. –) olasz labdarúgó-középpályás. Pályafutása jelentős részét a Juventus FC-ben töltötte, 17 hivatalos trófeát nyert a csapattal. Tacchinardi egyike az 50 legendának, akiknek a nevét felírták a klub új stadionjában, a Juventus Stadionban.